# 鲁夫鲁瓦-里蓬
鲁夫鲁瓦-里蓬（法語：Rouvroy-Ripont，法語發音：[ʁuvʁwa ʁipɔ̃]）是法国马恩省的一个市镇，属于香槟沙隆区。

## 历史
该市镇于1950年由原市镇鲁夫鲁瓦（Rouvroy）和里蓬（Ripont）合并而成，后者是一个小村庄，1911年有84名居民，但在第一次世界大战时被完全摧毁，此后未能再重建。

## 地理
鲁夫鲁瓦-里蓬（49°13'30"N, 4°43'53"E）面积11.77 平方千米，位于法国大東部大區马恩省，该省份为法国东北部内陆省份，北起阿登省，西北接埃纳省，西南接塞纳-马恩省，南至奥布省，东南接上马恩省，东临默兹省。
与鲁夫鲁瓦-里蓬接壤的市镇（或旧市镇、城区）包括：塞尔奈昂多穆瓦、多尔穆瓦地区丰坦、格拉特勒伊、米诺库尔-勒梅尼勒莱叙尔吕、索姆皮-塔于尔。

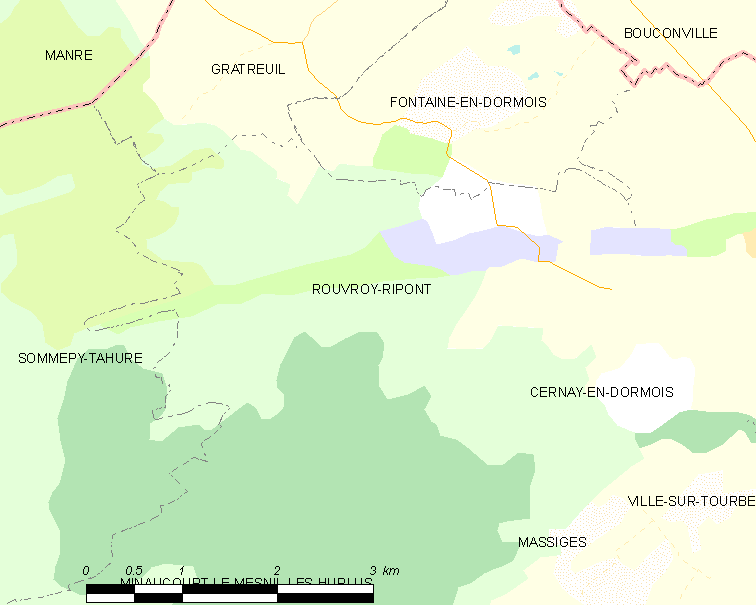
鲁夫鲁瓦-里蓬的OSM定位图

鲁夫鲁瓦-里蓬的时区为UTC+01:00、UTC+02:00（夏令时）。

## 行政
鲁夫鲁瓦-里蓬的邮政编码为51800，INSEE市镇编码为51470。

## 政治
鲁夫鲁瓦-里蓬所属的省级选区为阿戈讷-叙普-韦勒县。

## 人口

1962-2008年间鲁夫鲁瓦-里蓬人口变化图示

鲁夫鲁瓦-里蓬于2022年1月1日时的人口数量为3人。